# 恩給欠格者
恩給欠格者（おんきゅうけっかくしゃ）とは、恩給法により規定される在職期間が定められた年限に達しない等の理由により、恩給や年金を受けられない軍人、教員、公務員を指すが、一般的には、太平洋戦争においての軍人・軍属としての在職経験が短いため、恩給の受給対象にならない者を指す。
最短在職期間
- 将校・士官（准尉以上） - 13年以上
- 下士官・兵 - 12年以上

ただし、上記の最短在職期間は入隊から復員までの実務期間のみを指すのではなく、激戦地での勤務や勤務の内容に応じて、別途加算された年限で判断するが、もともと職業軍人のための制度であるため、太平洋戦争末期に動員された徴兵制度での徴集兵は対象とはならない。また、復員後、公務員になれば兵役期間がその後の公務員期間と通算されて恩給の対象になりうるが、民間勤務の場合それもない。そのため戦後、恩給欠格者向けに独立行政法人平和祈念事業特別基金が特別慰労品の贈呈を行っている。